# アバクス (建築)

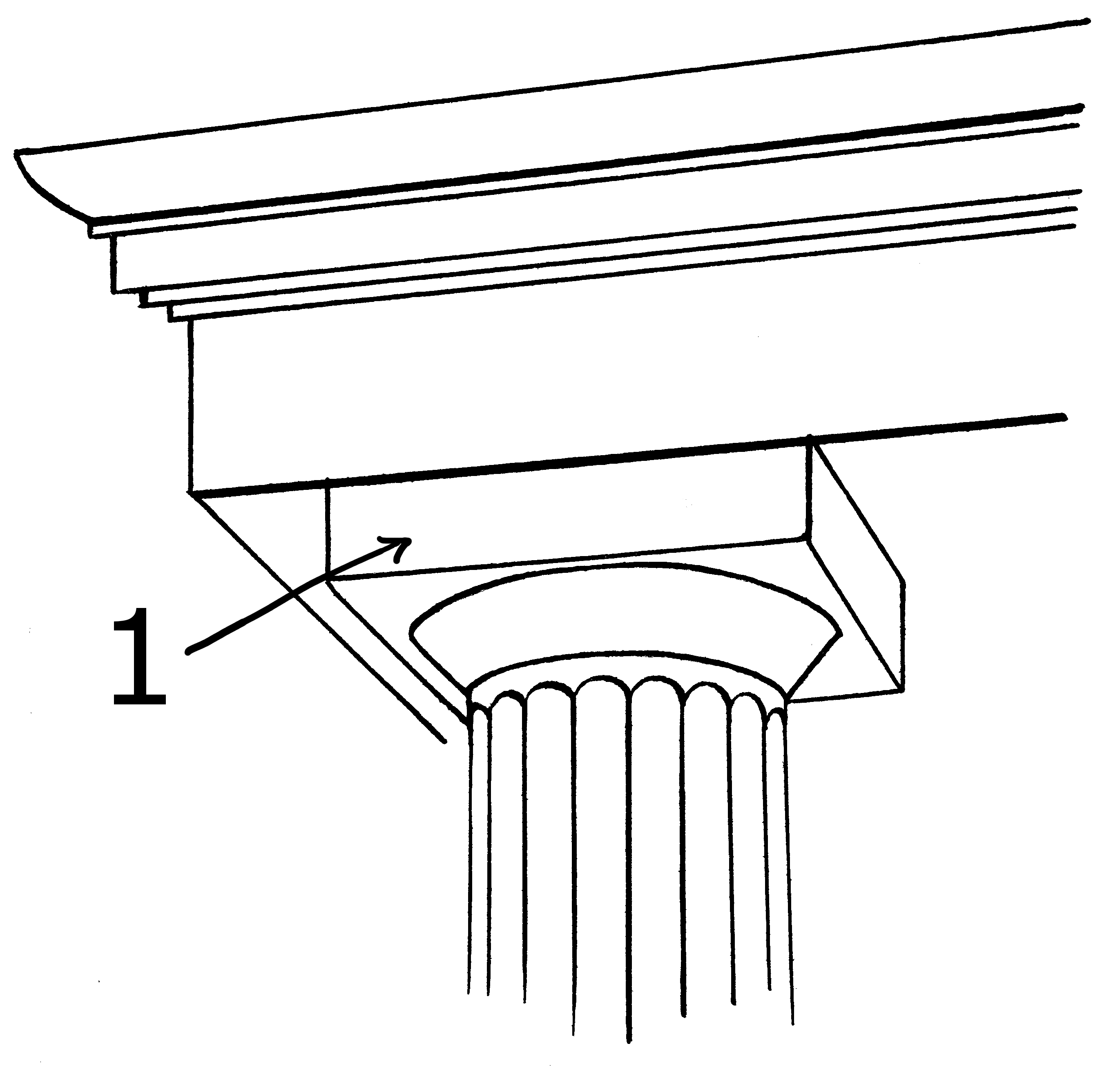
1の部分がアバクス

アバクス、アバカス (abacus) は建築において、柱の上部にある部位の一部をさす。横から見た形状は平たいプレート状。古くはギリシア・ローマ建築に見られ、アーキトレーブを支えるために柱頭のトップに設けられた。アーチがかけられるようになると、インポスト (建築)とともにアーチを支えた。具体的には柱の上部にアバクスが、そのさらに上のインポストからアーチが伸びる、という構成である。これらは必ず設けられるとは限らず、柱頭彫刻から直にアーチが伸びるケースも見られる（例.サン・ミゲル・デ・エスカラーダ修道院）。